# Alan Sokal
Alan David Sokal (24 januari 1955) is een Amerikaans hoogleraar. Hij doceert wiskunde aan het University College London  en natuurkunde aan de New York University. Hij houdt zich hoofdzakelijk bezig met statistische mechanica en combinatoriek en is co-auteur van een boek over trivialiteit in veldentheorieën.
Buiten wetenschappelijke kringen is hij voornamelijk bekend geworden door de Sokal-affaire uit 1996.